# Groß Meckelsen
Die Gemeinde Groß Meckelsen ist ein Teil der Samtgemeinde Sittensen im Landkreis Rotenburg (Wümme). Die Gemeinde liegt im Norden des Bundeslands Niedersachsen.
Die nächstgelegenen größeren Städte sind Zeven etwa 13 km westlich, Buxtehude etwa 25 km nordöstlich, Hamburg etwa 45 km nordöstlich und Bremen etwa 50 km südwestlich. Groß Meckelsen gehört durch den Landkreis Rotenburg (Wümme) der Europäischen Metropolregion Hamburg an.

## Geographie

### Lage
Groß Meckelsen liegt im Naturraum Zevener Geest an dem Fluss Oste. Die Oste verlässt Groß Meckelsen in nordwestlicher Richtung und mündet auf der Grenze der Gemeinden Belum im Landkreis Cuxhaven und Balje im Landkreis Stade in den Elbe-Ästuar. Die Ramme, die ihre Quelle in der Gemeinde Sauensiek hat, mündet bei Groß Meckelsen in die Oste.
Die Gemeinde verfügt über zwei Naturdenkmäler, hierbei handelt es sich um eine Eibe und eine Buche.

### Ortsteil
Zur Gemeinde gehört zudem der Ortsteil Kuhmühlen.

### Nachbargemeinden
Folgende Gemeinden beziehungsweise gemeindefreien Gebiete grenzen an Groß Meckelsen, sie werden im Uhrzeigersinn, beginnend im Norden, genannt:
Die Gemeinde Klein Meckelsen, die Gemeinde Sittensen, die Gemeinde Hamersen und die Gemeinde Elsdorf.

## Geschichte
Zum ersten Mal erwähnt wurde Groß Meckelsen um 1000 n. Chr. als australi mikilanstidi in einer Verdener Bischofsurkunde. Der Name soll auf den ersten Siedler namens Michael zurückgehen. Im 16. und 17. Jahrhundert gab es weitere namentliche Erwähnungen, so 1513 als Mekelstede und 1643 als Grossen Mekelstedt. Der Name Groß Meckelsen tauchte 1729 das erste Mal auf.
Nachdem in der Gemarkung Groß Meckelsen antike Tonscherben auf einem Acker gefunden worden waren, begannen 1986 Ausgrabungen, die der Kreisarchäologe des Landkreises Rotenburg (Wümme) durchführte. Gefunden wurde ein kompletter Siedlungsplatz aus der Kaiser- und Völkerwanderungszeit (Grubenhäuser), der über mehrere Jahrhunderte bewohnt gewesen war.
Das Niedersächsische Landesarchiv ist im Besitz einer Handschrift Stammbuch Caspar Schulte, Burgmann zu Horneburg für die Zeit von 1607 bis 1771; Urheber war Caspar von Schulte zu Horneburg und Kuhmühlen (siehe auch: Caspar Detlev von Schulte).
Groß Meckelsen gehörte von 1885 bis 1932 dem Kreis Zeven in der preußischen Provinz Hannover und von 1932 bis 1977 dem Landkreis Bremervörde an.

## Politik
- SPD: 3
- CDU: 6

### Gemeinderat
Der Rat der Gemeinde Groß Meckelsen besteht aus neun Ratsherren und -frauen. Die Ratsmitglieder werden durch eine Kommunalwahl für jeweils fünf Jahre gewählt.
Die vergangenen Gemeinderatswahlen ergaben folgende Sitzverteilungen:
| Parteien und Wählergemeinschaften                                  | Parteien und Wählergemeinschaften           | % 2021 | Sitze 2021 | % 2016 | Sitze 2016 | % 2011 | Sitze 2011 | % 2006 | Sitze 2006 | % 2001 | Sitze 2001 |
| CDU                                                                | Christlich Demokratische Union Deutschlands | 65,00  | 6          | 72,19  | 5          | 85,17  | 6          | 85,71  | 6          | 83,57  | 8          |
| SPD                                                                | Sozialdemokratische Partei Deutschlands     | 35,00  | 3          | 27,80  | 1*         | 14,82  | 1          | 14,28  | 1          | 16,42  | 1          |
| Wahlbeteiligung in %                                               | Wahlbeteiligung in %                        | 76,81  | 76,81      | 72,2   | 72,2       | 75,74  | 75,74      | 67,96  | 67,96      | 70,57  | 70,57      |
| (*Der SPD standen 2 Sitze zu, sie konnte aber nur einen besetzten) |                                             |        |            |        |            |        |            |        |            |        |            |

### Bürgermeister
Bürgermeister ist Dirk Detjen (CDU), der ebenso im Samtgemeindeausschuss von Sittensen für Planung, Entwicklung, Bau u. Verkehr und für Kultur, Sport und Tourismus sitzt.

### Wappen
In Grün und Silber erniedrigter Teilung oben eine goldene Handwaage, unten ein Wellensturzsparren.

## Verkehr

### Individualverkehr
Groß Meckelsen wird im Osten von der in Nord-Süd-Richtung verlaufenden Bundesautobahn 1 (Lübeck – Hamburg – Sittensen – Bremen – Köln – Saarbrücken) tangiert und ist mit der Anschlussstelle Sittensen an diese angebunden. Durch das Gemeindegebiet führt die Landesstraße L 142 (Zeven – Groß Meckelsen – Sittensen – Wistedt – B 75).

### Eisenbahn

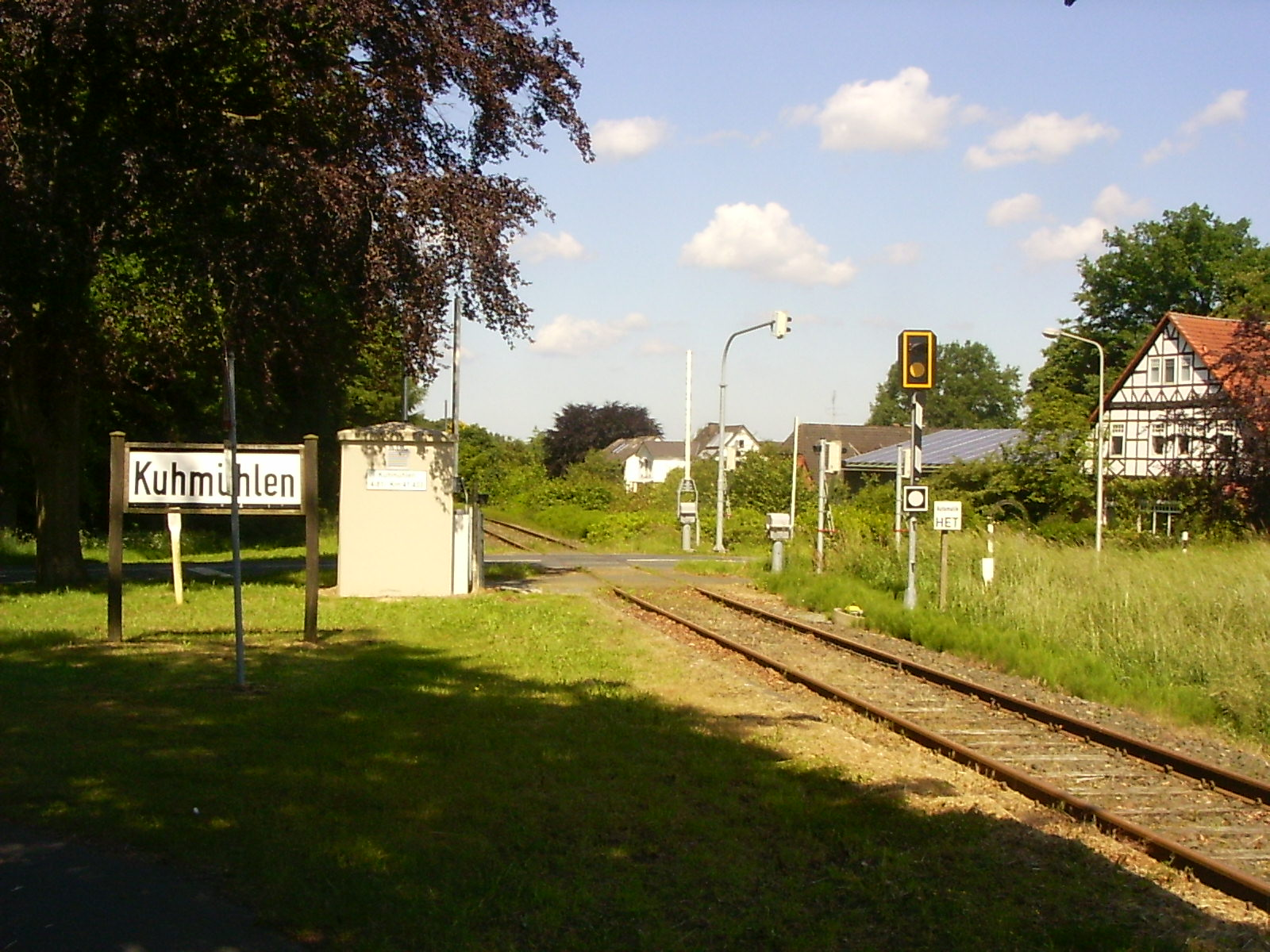
Haltepunkt Kuhmühlen

In Groß Meckelsen unterhielt die Deutsche Bahn den Haltepunkt Kuhmühlen, der auf der eingestellten Bahnstrecke Wilstedt–Tostedt liegt. Der Personennahverkehr wurde am 25. September 1971 eingestellt, der Güterverkehr kann nach der Instandsetzung 2010 durch die EVB auf der Strecke zwischen Bremerhaven und Hamburg weiterhin angeboten werden.

### Öffentlicher Personennahverkehr
Die Gemeinde Groß Meckelsen verfügt über sieben Bushaltestelle, vier dieser Haltepunkte werden vom OsteSprinter bedient.
- Groß Meckelsen, Mitte
- Groß Meckelsen Ort
- Groß Meckelsen, Bahnhofstraße
- Groß Meckelsen, Kuhmühlen – Bahnhof
- Groß Meckelsen, L 142, Autobahnbrücke
- Kuhmühlen, Kuhbachbrücke
- Kuhmühlen Bahnhof

Der OsteSprinter verkehrt zwischen Zeven und Tostedt und wird von den Verkehrsverbänden EVB, VBN und HVV angeboten. Der OsteSprinter wird werktags 15-mal und sonnabends zweimal bedient. In Tostedt besteht die Anschlussmöglichkeit an den Metronom nach Hamburg oder Bremen.

## Wirtschaft und Infrastruktur
In Groß Meckelsen gibt es 15 landwirtschaftliche Betriebe, die als Vollerwerbsbetriebe geführt werden. Sie unterstreichen und betonen das ländliche Bild der Gemeinde.

### Tourismus
Die Gemeinde Groß Meckelsen ist Teil der Radtour Borde-Tour, die mit einer Länge von 48 Kilometer durch die Samtgemeinde Sittensen führt. Hierbei werden historische Sehenswürdigkeiten, wie die ehemalige Gutsanlage der Familie Schulte von der Lüh in Kuhmühlen passiert. Ebenso liegt Kuhmühlen und Groß Meckelsen auf dem Radfernweg Hamburg–Bremen. Weiterhin wird Kuhmühlen auch von Sittensen mit einer geführten Segwaytour angefahren. Der Wanderweg NORDPFAD Kuhbach-Oste führt durch und um Groß Meckelsen und Kuhmühlen mit einer Länge von 9,8 km.
Groß Meckelsen verfügt über zwei Hotels, die auch als Restaurant fungieren. Hierbei handelt es sich um das Hotel Zur Kloster-Mühle in Kuhmühlen (14 Zimmer) und das Hotel Schröder (37 Zimmer).

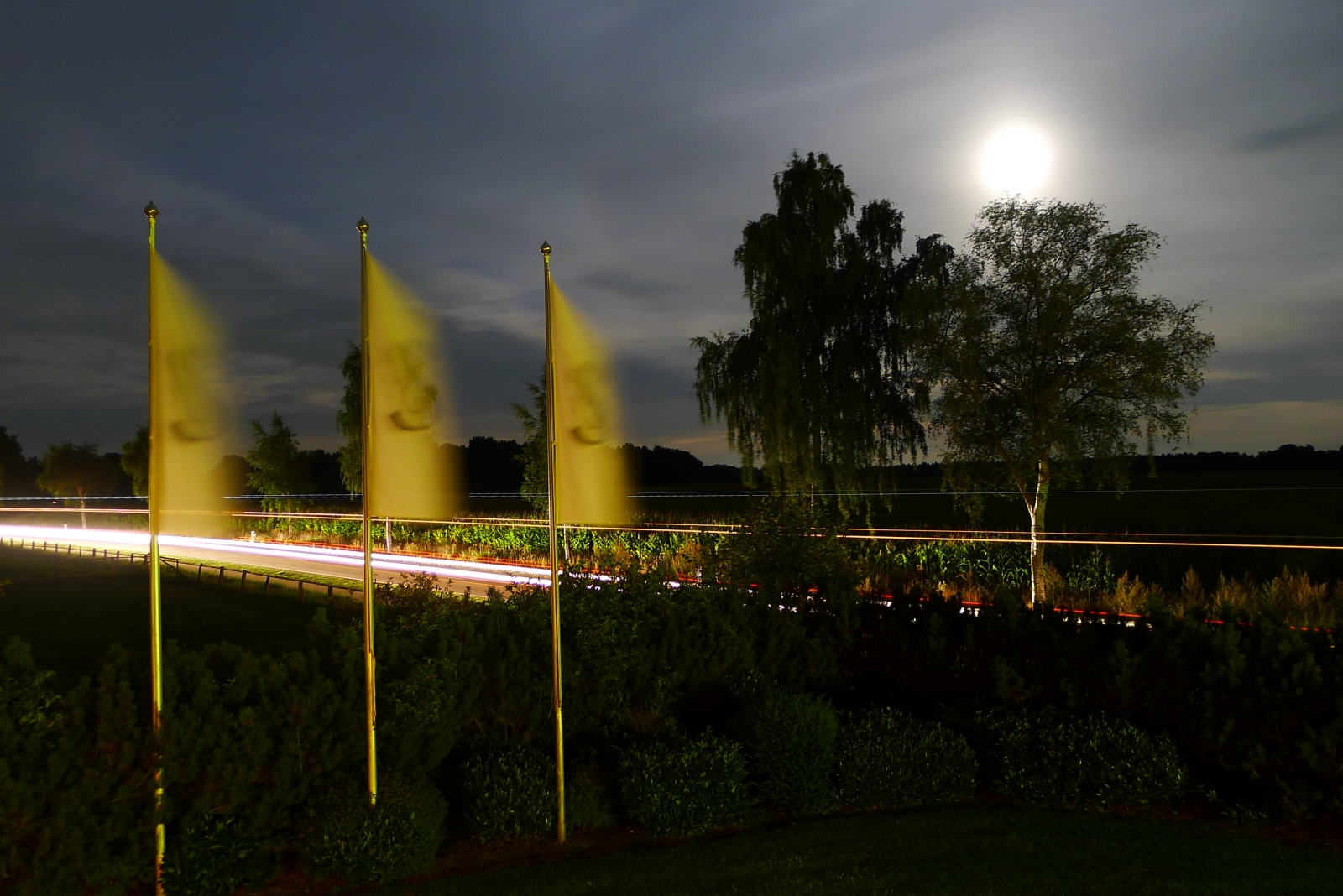
Hotel Schröder

### Trinkwasserversorgung
Die Trinkwasserversorgung obliegt dem Wasserverband Bremervörde. Groß Meckelsen verfügt über ein Wasserwerk, welches für die Versorgung der Samtgemeinde Sittensen zuständig ist.

### Schulen
In Groß Meckelsen befindet sich keine Schule, jedoch sitzt die Grundschule Meckelsen in der Nachbargemeinde Klein Meckelsen zu deren Einzugsbereich Groß Meckelsen und Kuhmühlen zählen.

## Kultur und Sehenswertes

### Feuerwehr
Groß Meckelsen verfügt über eine Freiwillige Feuerwehr, die sich im Ortskern befindet.

### Sport
Der 1974 gegründete TSV Groß Meckelsen ist der einzige Sportverein der Gemeinde. Seine erste Herren-Fußballmannschaft spielt derzeit in der Kreisliga Rotenburg des Niedersächsischen Fußballverbands. Neben Fußball bietet der Verein auch Sportkegeln an.

### Regelmäßige Veranstaltungen
- April/Mai: Osterfeuer
- Oktober: Erntefest